# Bitwa pod Antiochią nad Meandrem
Bitwa pod Antiochią nad Meandrem lub Bitwa pod Alaşehir miała miejsce w 1211 roku, nieopodal Antiochii nad Meandrem. Stronami walczącymi byli Turcy dowodzeni przez sułtana Kaj Chusrau I i poddani cesarza nicejskiego, Teodora Laskarysa. Turcy najechali ziemie Nicei z powodu rosnącej siły tego państwa, mogącej zagrozić ich dominacji w Azji Mniejszej. Pretekstem do najazdu było przybycie na dwór turecki zdetronizowanego cesarza Bizancjum, Aleksego III i jego prośba o interwencję.

## Tło
Po upadku Konstantynopola w wyniku IV wyprawy krzyżowej cesarstwo bizantyjskie zostało podzielone między zwycięskich łacinników na mocy umowy znanej jako Partitio terrarum imperii Romaniae. Część ziem pozostała jednak w rękach niedawnych poddanych Konstantynopola i z biegiem czasu, zaczęły się tam krystalizować ośrodki zmierzające do odbudowy Cesarstwa Bizantyjskiego. Jednym z takich ośrodków była Nicea, rządzona przez Teodora Laskarysa, który zjednoczył pod swoimi rozkazami znaczną część greckich posiadłości na terenie Azji Mniejszej i skutecznie oparł się zarówno greckim jak i łacińskim rywalom. Teodor zdobył sobie poparcie ortodoksyjnego patriarchy Konstantynopola, który przeniósł się do Nicei. W 1208 roku Laskarys został koronowany przez patriarchę na cesarza rzymskiego i od tamtej pory otwarcie dążył do odbudowy Bizancjum. 
Koncentracja siły Greków w Azji Mniejszej wzbudziła obawy sułtana seldżuckiego, Kaj Chusrau I, którego państwo dotychczas dominowało na tym obszarze. Podjął on najpierw próby wewnętrznego skłócenia Greków, poprzez poparcie jednego z uzurpatorów, Manuela Maurozomesa, który rządził w dolinie Meandru. Jego wojska uległy jednak przewadze Laskarysa i musiał on uznać władzę Nicei. Poważnie zagrożony sułtan zaczął więc szukać kontaktów z łacinnikami i w 1209 roku, za pośrednictwem Wenecji, zawarł sojusz z Cesarstwem łacińskim. Teodor odpowiedział jednak sojuszem z Ormianami z Cylicji, którzy zagrażali Seldżukom od południowego wschodu. 
Sytuacja wydawała się mniej więcej wyrównana, do czasu gdy na turecki dwór przybył zdetronizowany cesarz Aleksy III, który w zamian za pomoc w uzyskaniu tronu w Nicei, obiecywał odstąpić Turkom część ziem odrodzonego cesarstwa. Seldżucy, licząc na rozłam w obozie nicejskim, przyjęli ofertę. Sułtan chcąc nadać swojemu działaniu znamiona legalności wysłał do Nicei poselstwo z żądaniem abdykacji Teodora na rzecz Aleksego, w przeciwnym razie grożąc wojną. Laskarys oczywiście absolutnie nie zgodził się na tureckie warunki i zaczął zbierać wojska. Sułtan uderzył więc na dolinę Meandru.

## Bitwa
Wojska tureckie operujące w dolinie Meandru obległy miejscową Antiochię, licząc iż po jej opanowaniu zdobycie reszty okolicznych ziem będzie tylko kwestią czasu. Wielkość seldżuckich oddziałów jest nieznana, a źródła podają sprzeczne lub zupełnie niewiarygodne dane. Jerzy z Pelagonii twierdzi, iż wojska sułtana liczyły przeszło 60.000 zbrojnych co, zdaniem współczesnych historyków, było zupełnie niemożliwe. Nicefor Gregoras podaje natomiast liczbę 20.000, która również wydaje się zawyżona. Tak czy inaczej Turcy zdecydowanie przewyższali nad wojskami nicejskimi pod względem liczebności. Zarówno Nicefor Gregoras, jak i Jerzy Akropolita twierdzą, że Greków było 2000, natomiast Jerzy z Pelagonii podaje liczbę 3000. Wydaje się, że pierwsza wersja jest bardziej prawdopodobna. W skład wojsk Laskarysa wchodziło około 800 łacińskich żołnierzy, głównie ciężkiej jazdy, stanowiącej trzon armii. 
Wojska nicejskie wyruszyły z Nicei i mijając myzyjski Olimp dotarły do Filadelfii. Tam Teodor dowiedział się, iż Antiochia jest bliska kapitulacji, toteż forsownym marszem ruszył w stronę miasta, porzucając wszelkie zapasy, poza kilkudniowymi racjami żywnościowymi. 
Gregoras podaje iż Laskarys liczył na to że zaskoczy sułtana, ale Akropolites daje zupełnie inną relację. Jego zdaniem cesarz wysłał posła do Turków, który miał powiadomić ich o jego przybyciu i zamiarze wydania im bitwy. Wojska tureckie odstąpiły wówczas od oblężonego miasta i ustawiły się w szyku bojowym. Turcy byli ograniczeni zwężającą się doliną i nie mogli w pełni rozlokować swoich wojsk, zwłaszcza kawalerii. W takiej sytuacji sułtan zdecydował się na oczekiwanie na atak Greków, który niebawem nastąpił. Kiedy armia nicejska zbliżyła się do pozycji zajmowanych przez Turków, łacińscy rycerze przeszli do szarży i zaatakowali centrum wojsk sułtana, zadając mu olbrzymie straty. Lekkozbrojni piechurzy i łucznicy nie byli w stanie skutecznie przeciwstawić się ciężkiej jeździe. Po pierwszej szarży łacinnicy wycofali się, aby uformować szyk i ponownie zaatakować. Sułtanowi udało się wówczas zaprowadzić względny porządek w swoich szeregach. Przy ponownej szarży łacinników Kaj Chusrau sprytnie wykorzystał znaczną przewagę liczebną swoich wojsk w wyniku czego udało mu się otoczyć przeciwnika. Po unieszkodliwieniu łacinników Turcy ruszyli na resztę nicejskiej armii, zmuszając ją do odwrotu. Turcy byli wówczas pewni zwycięstwa.
Według źródeł, to właśnie ta pewność spowodowała ich ostateczną klęskę. Sułtan widząc wycofującego się Laskarysa zaatakował go osobiście i ciosem buławą, zrzucił z konia. Sułtanowi wydawało się, iż cesarz stracił przytomność i sposobił się do jego pojmania, gdy Teodor niespodziewanie ciął go po nogach. Sułtan padł na ziemię i roztrzaskał sobie głowę, co wywołało popłoch wśród jego żołnierzy. Turcy rzucili się do panicznej ucieczki, a wycofujące się wojska greckie zaczęły ich ścigać. 

## Następstwa
Sukces osiągnięty w bitwie pod Antiochią nad Meandrem oznaczał również zwycięstwo w całej wojnie. Zagrożenie seldżuckie w zasadzie przestało istnieć, co było bardzo istotne dla walczącego o byt Cesarstwa, dotychczas zewsząd otoczonego przez wrogów. Syn Kaj Chusrau, Kajkawus I 14 czerwca 1211 roku zawarł rozejm, który wkrótce przerodził się w trwały pokój. Teodorowi udało się również pochwycić Aleksego III, którego zmusił do wycofania się z życia publicznego i wstąpienia do klasztoru. Teodor sporo zyskał również na prestiżu, udało mu się bowiem pokonać przeciwników z którymi cesarstwo zmagało się już niemal dwa stulecia. 
Sukces Teodora okupiony został jednak dużymi stratami, na przykład ciężkozbrojna łacińska kawaleria w zasadzie przestałą istnieć. Konflikt spowodował późniejsze problemy Teodora z łacinnikami, między innymi przyczynił się do klęski w bitwie pod Ryndakiem.